# Amir Khan
Amir Iqbal Khan (n. 8 decembrie 1986, Bolton, Anglia, Regatul Unit) este un boxer profesionist britanic. Este campion mondial la categoria superușoară, deținând titlul WBA (mai târziu Super) din 2009 până în 2012 și titlul IBF în 2011. La nivel regional, a deținut titlul Commonwealth ușor din 2007 până în 2008. De asemenea, a deținut titlul WBC Silver welterweight din 2014 până în 2016, iar odată cu provocarea pentru un titlu mondial la nivel mondial în 2016.

## Rezultate în boxul profesionist
| Rez.       | Rezultat general | Adversar              | Tip | Runda, timp   | Data               | Locație                                                           | Note |
| ---------- | ---------------- | --------------------- | --- | ------------- | ------------------ | ----------------------------------------------------------------- | --- |
| Victorie   | 34–5             | Billy Dib             | TKO | 4 (12), 1:06  | 12 iulie 2019      | King Abdullah Sports City, Jeddah, Arabia Saudită                 | Câștigă centura WBC International welterweight vacantă |
| Înfrângere | 33–5             | Terence Crawford      | TKO | 6 (12), 0:47  | 20 aprilie 2019    | Madison Square Garden, New York City, New York, U.S.              | Pentru centura WBO welterweight |
| Victorie   | 33–4             | Samuel Vargas         | UD  | 12            | 8 septembrie 2018  | Arena Birmingham, Birmingham, Anglia                              | |
| Victorie   | 32–4             | Phil Lo Greco         | TKO | 1 (12), 0:39  | 21 aprilie 2018    | Echo Arena, Liverpool, Anglia                                     | |
| Înfrângere | 31–4             | Canelo Álvarez        | KO  | 6 (12), 2:37  | 7 mai 2016         | T-Mobile Arena, Paradise, Nevada, US                              | Pentru titlurile WBC, The Ring, & lineal middleweight |
| Victorie   | 31–3             | Chris Algieri         | UD  | 12            | 29 mai 2015        | Barclays Center, New York City, New York, US                      | Păstrează titlul WBC Silver welterweight |
| Victorie   | 30–3             | Devon Alexander       | UD  | 12            | 13 decembrie 2014  | MGM Grand Garden Arena, Paradise, Nevada, US                      | Păstrează titlul WBC Silver welterweight |
| Victorie   | 29–3             | Luis Collazo          | UD  | 12            | 3 mai 2014         | MGM Grand Garden Arena, Paradise, Nevada, US                      | Câștigă titlul WBA International & vacant WBC Silver welterweight |
| Victorie   | 28–3             | Julio Díaz            | UD  | 12            | 27 aprilie 2013    | Motorpoint Arena, Sheffield, Anglia                               | |
| Victorie   | 27–3             | Carlos Molina         | RTD | 10 (12), 3:00 | 15 decembrie 2012  | Memorial Sports Arena, Los Angeles, California, US                | Câștigă titlul vacant WBC Silver interimar light-welterweight |
| Înfrângere | 26–3             | Danny García          | TKO | 4 (12), 2:28  | 14 iulie 2012      | Mandalay Bay Events Center, Paradise, Nevada, US                  | Pierde titlul WBA (Super) light welterweight; Pentru titlurile WBC & vacant The Ring light-welterweight                                                                   |
| Înfrângere | 26–2             | Lamont Peterson       | SD  | 12            | 10 decembrie 2011  | Walter E. Washington Convention Center, Washington, DC, US        | Pierde titlurile WBA (Super) & IBF light-welterweight; Khan later reinstated as champion by the WBA after Peterson failed a drug test                                     |
| Victorie   | 26–1             | Zab Judah             | KO  | 5 (12), 2:47  | 23 iulie 2011      | Mandalay Bay Events Center, Paradise, Nevada, US                  | Păstrează titlul WBA (Super) light-welterweight; Câștigă titlul IBF light-welterweight                                                                                    |
| Victorie   | 25–1             | Paul McCloskey        | TD  | 6 (12), 2:30  | 16 aprilie 2011    | MEN Arena, Manchester, England                                    | Păstrează titlul WBA light-welterweight; Unanimous TD after McCloskey was cut from an accidental head clash                                                               |
| Victorie   | 24–1             | Marcos Maidana        | UD  | 12            | 11 decembrie 2010  | Mandalay Bay Events Center, Paradise, Nevada, US                  | Păstrează titlul WBA light-welterweight |
| Victorie   | 23–1             | Paulie Malignaggi     | TKO | 11 (12), 1:25 | 15 mai 2010        | The Theater at Madison Square Garden, New York City, New York, US | Păstrează titlul WBA light-welterweight |
| Victorie   | 22–1             | Dmitry Salita         | TKO | 1 (12), 1:16  | 5 decembrie 2009   | Metro Radio Arena, Newcastle, Anglia                              | Păstrează titlul WBA light-welterweight |
| Victorie   | 21–1             | Andreas Kotelnik      | UD  | 12            | 18 iulie 2009      | MEN Arena, Manchester, Anglia                                     | Câștigă titlul WBA light-welterweight |
| Victorie   | 20–1             | Marco Antonio Barrera | TD  | 5 (12), 2:36  | 14 martie 2009     | MEN Arena, Manchester, England                                    | Păstrează titlul WBA International lightweight; Câștigă titlul WBO Inter-Continental lightweight vacant; Unanimous TD after Barrera was cut from an accidental head clash |
| Victorie   | 19–1             | Oisin Fagan           | TKO | 2 (12), 1:37  | 6 decembrie 2008   | ExCeL, Londra, Anglia                                             | Câștigă centura WBA International lightweight vacantă |
| Înfrângere | 18–1             | Breidis Prescott      | KO  | 1 (12), 0:54  | 6 septembrie 2008  | MEN Arena, Manchester, Anglia                                     | Pierde centura WBO Inter-Continental lightweight |
| Victorie   | 18–0             | Michael Gomez         | TKO | 5 (12), 2:33  | 21 iunie 2008      | National Indoor Arena, Birmingham, Anglia                         | Păstrează centura Commonwealth lightweight |
| Victorie   | 17–0             | Martin Kristjansen    | TKO | 7 (12), 2:53  | 5 aprilie 2008     | Bolton Arena, Bolton, Anglia                                      | Câștigă centura WBO Inter-Continental lightweight |
| Victorie   | 16–0             | Gairy St. Clair       | UD  | 12            | 2 februarie 2008   | ExCeL, Londra, Anglia                                             | Păstrează centura Commonwealth lightweight |
| Victorie   | 15–0             | Graham Earl           | TKO | 1 (12), 1:12  | 8 decembrie 2007   | Bolton Arena, Bolton, Anglia                                      | Păstrează centura Commonwealth lightweight |
| Victorie   | 14–0             | Scott Lawton          | TKO | 4 (12), 0:32  | 6 octombrie 2007   | Nottingham Arena, Nottingham, Anglia                              | Păstrează centura Commonwealth lightweight |
| Victorie   | 13–0             | Willie Limond         | TKO | 8 (12), 3:00  | 14 iulie 2007      | The O2 Arena, Londra, Anglia                                      | Câștigă centura Commonwealth lightweight |
| Victorie   | 12–0             | Stefy Bull            | TKO | 3 (8), 1:45   | 7 aprilie 2007     | Millennium Stadium, Cardiff, Țara Galilor                         | |
| Victorie   | 11–0             | Mohammed Medjadi      | TKO | 1 (8), 0:55   | 17 februarie 2007  | Wembley Arena, Londra, Anglia                                     | |
| Victorie   | 10–0             | Rachid Drilzane       | UD  | 10            | 9 decembrie 2006   | ExCeL, Londra, Anglia                                             | |
| Victorie   | 9–0              | Ryan Barrett          | TKO | 1 (6), 1:51   | 2 septembrie 2006  | Bolton Arena, Bolton, Anglia                                      | |
| Victorie   | 8–0              | Colin Bain            | TKO | 2 (6), 2:20   | 8 iulie 2006       | Millennium Stadium, Cardiff, Țara Galilor                         | |
| Victorie   | 7–0              | Laszlo Komjathi       | UD  | 6             | 20 mai 2006        | King's Hall, Belfast, Irlanda de Nord                             | |
| Victorie   | 6–0              | Jackson Williams      | TKO | 3 (6), 2:16   | 25 februarie 2006  | ExCeL, Londra, Anglia                                             | |
| Victorie   | 5–0              | Vitali Martynov       | TKO | 1 (6), 1:15   | 28 ianuarie 2006   | Nottingham Arena, Nottingham, Anglia                              | |
| Victorie   | 4–0              | Daniel Thorpe         | TKO | 2 (4), 2:57   | 10 decembrie 2005  | ExCeL, Londra, Anglia                                             | |
| Victorie   | 3–0              | Steve Gethin          | TKO | 3 (4), 0:49   | 5 noiembrie 2005   | Braehead Arena, Glasgow, Scoția                                   | |
| Victorie   | 2–0              | Baz Carey             | UD  | 4             | 10 septembrie 2005 | International Arena, Cardiff, Țara Galilor                        | |
| Victorie   | 1–0              | David Bailey          | TKO | 1 (4), 1:49   | 16 iulie 2005      | Bolton Arena, Bolton, Anglia                                      | |